# Dictyophragmus punensis
Dictyophragmus punensis är en korsblommig växtart som först beskrevs av M.C. Romanczuk, och fick sitt nu gällande namn av Al-shehbaz. Dictyophragmus punensis ingår i släktet Dictyophragmus och familjen korsblommiga växter. Inga underarter finns listade i Catalogue of Life.